# Chiesa di San Francesco (Orvieto)
La chiesa di San Francesco di Orvieto è una delle chiese cristiane di rito cattolico più antiche della città umbra. È situata in piazza Febei, il punto più elevato del masso tufaceo di Orvieto, nel luogo ove si stabilirono i frati francescani fin dal 1216.

## Storia
La chiesa fu fondata probabilmente nel 1240, anche se alcuni storici ritengono che la costruzione avesse avuto inizio fin dal 1227, anno successivo alla morte di san Francesco. Sullo stesso sito sorgeva precedentemente un'altra chiesa, dedicata a santa Maria della Pulzella, e un convento di monaci benedettini. L'edificio fu pressoché ricostruito nel 1262 secondo le indicazioni di san Bonaventura da Bagnoregio la cui presenza è attestata ad Orvieto tra il 1262 e il 1264. La chiesa fu infine consacrata nel 1266 da papa Clemente IV. 
L'aspetto era quello della tipica chiesa francescana dell'epoca, una navata unica coperta da capriate lignee a vista e terminante in un'abside quadrangolare. L'ampiezza della navata è maggiore rispetto a quella di chiese analoghe costruite fra il XIII e il XIV secolo (nella chiesa di San Francesco è infatti grande 22,20 m rispetto ai più diffusi 21,10 m); questo risultato fu ottenuto costruendo gli archi della navata con conci progressivamente sporgenti verso l'interno, tecnica costruttiva adottata anche in altre strutture orvietane di quel periodo. Questa particolare tecnica costruttiva adottata ne faceva l'edificio di maggior dimensioni dell'architettura medievale.
La chiesa fu modificata nella seconda metà del Cinquecento, quando le famiglie nobili di Orvieto parteciparono al rinnovamento del suo interno; a questo periodo risale l'aggiunta di una serie di altari posizionati lungo le pareti laterali.
Il restauro effettuato negli anni dal 1768 al 1773 dette alla chiesa l'aspetto definitivo. L'interno fu rimaneggiato secondo un sobrio stile barocco, con la copertura delle pareti di stucchi e la costruzione di due serie di cappelle comunicanti su entrambi i lati; questi due interventi coprirono gli affreschi medievali della chiesa: ne sopravvive soltanto uno, ancora visibile. Inoltre furono murate le bifore, tagliate le pareti laterali per far affluire la luce dall'alto e costruita una pseudo cupola sopra il transetto formatosi dalla costruzione delle due serie di cappelle che avevano ristretto l'ampiezza della navata. La parete destra è in comune con la parte inferiore del chiostro del convento progettato da Ippolito Scalza tra il 1580 e la fine del XVI secolo, riprendendo quello originario voluto da san Bonaventura. Una scritta interna al pozzo del chiostro ne conferma l'attribuzione.
Chiesa e convento appartennero all'Ordine dei francescani finché non furono trasferiti nel 1815. Il Comune di Orvieto divenne quindi proprietario della struttura e assegnò il convento ai gesuiti che vi rimasero fino al 1860, quando lasciarono Orvieto. Da questo momento in poi il convento perse la sua valenza religiosa e venne adibito solo ad usi civili: dal 1878 al 1955 ospitò la sede del distretto militare di Orvieto, poi l'istituto tecnico statale per geometri e l'istituto tecnico commerciale. Dopo un lungo restauro, dal 2009 è sede della biblioteca comunale.
La chiesa, dopo un restauro durato venti anni, durante il quale è stata consolidata la facciata e risolti i problemi di infiltrazione d'acqua dal tetto, è stata riaperta al pubblico nel maggio 1999.

## Descrizione

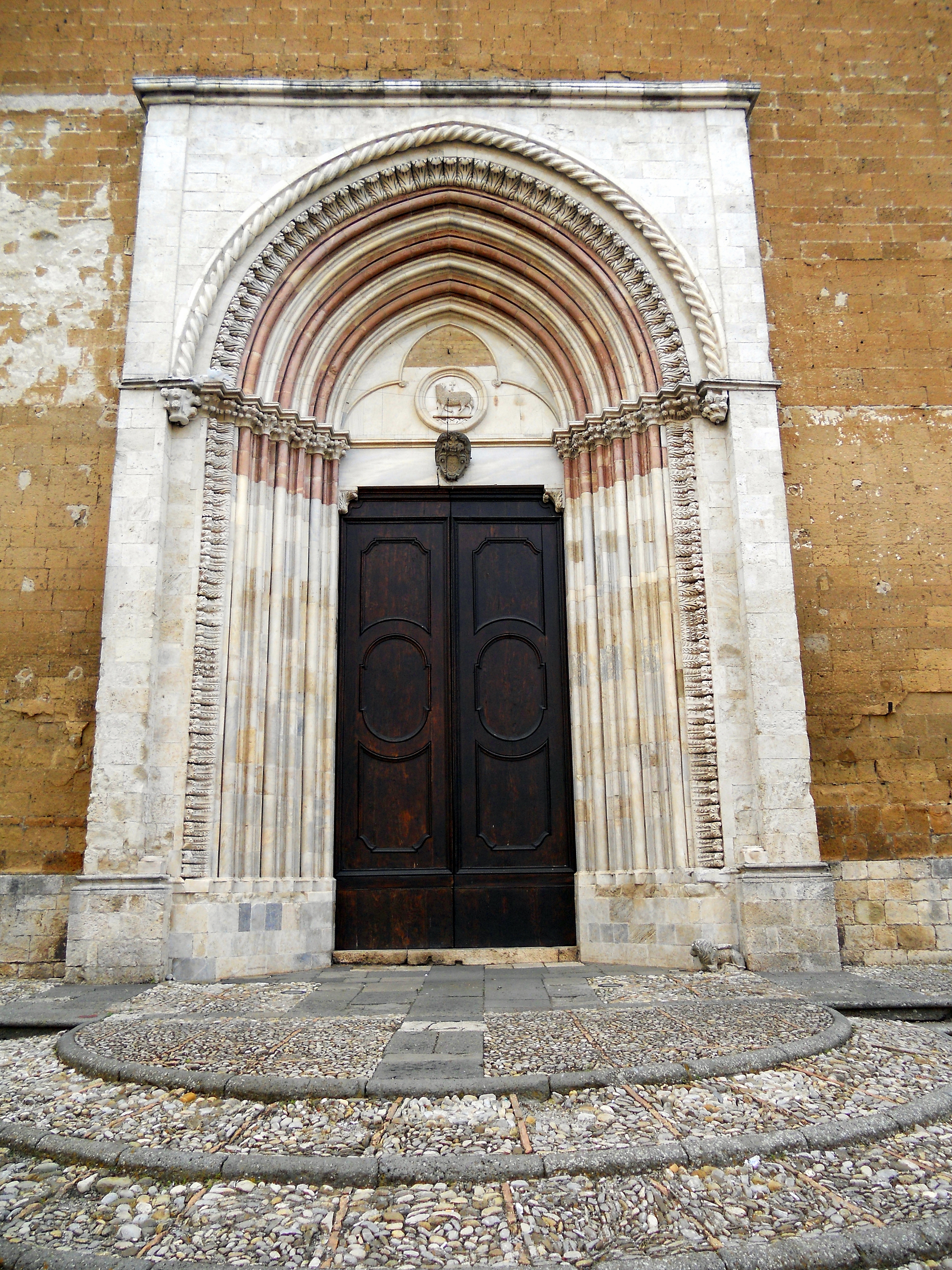
Immagine del portale centrale.

La facciata a capanna della chiesa di San Francesco è quella originaria della chiesa trecentesca, innalzata leggermente nel corso dei secoli. Ha tre portali ad arco acuto: quello centrale presenta un fasciame fatto con pietra locale bianca e rossa, quelli laterali sono sormontati da una fascia intonacata che presenta labili tracce di affreschi. In alto sono presenti due rosoni laterali, con ogni probabilità del Duecento, e una finestra centrale, che fu aggiunta in epoca barocca presumibilmente al posto di un terzo occhio. I fianchi e l'abside mantengono gli elementi architettonici originari, nonostante i restauri successivi, tra cui le bifore.
Sulla parete laterale sinistra esterna è stato murato il frammento di una lapide in pietra bianca in cui è visibile un braccio che tiene sollevata una sfera e la scritta in caratteri gotici nel piu a(ltu d'u)rvietu io sto. Si ritiene che la lapide fosse posta originariamente sopra la fontana nella quale terminava uno dei due rami dell'acquedotto che dava acqua alla città. Il ramo in questione dava acqua alla parte più alta dell'abitato, mentre l'altro alimentava la fontana della piazza del comune. La lapide fu rimossa durante i lavori di ampliamento della chiesa e, seppur danneggiata, fu murata sulla parete esterna della chiesa stessa.
L'interno è inettamente diverso dall'esterno poiché si presenta con l'aspetto datole nella seconda metà del Settecento, in uno stile tardo barocco venato di elementi neoclassici: esso è costituito da una navata con cappelle intercomunicanti. Coevi sono gli stucchi della navata e delle cappelle, gli arredi e il coro ligneo intarsiato nel presbiterio, opera del modenese Alessandro Tosi (1794). 
Sopra l'altare maggiore è appeso un Crocifisso ligneo del XIV secolo attribuito al cosiddetto Maestro Sottile, identificato perlopiù in Lorenzo Maitani, che operò anche nel Duomo. 
In chiesa è anche un dipinto con San Girolamo con un donatore, firmato da Sebastiano Vini e datato 1580.
All'interno della chiesa sono sepolti numerosi personaggi orvietani famosi, come Orazio Benincasa, primo capitano della rocca perugina o Lattanzio Lattanzi, vescovo di Pistoia. Fu sepolto qui anche l'architetto orvietano Ippolito Scalza, accanto a san Luigi, ma la sua tomba è andata perduta con i restauri della seconda metà del Settecento.

### L'affresco con episodi della Vita di san Matteo
L'unico affresco sopravvissuto al restauro tardo settecentesco è opera di Piero di Puccio, databile alla seconda metà del XIV secolo, e raffigura tre episodi della vita di San Matteo. Nel primo episodio Pietro di Puccio raffigura la vocazione di Matteo; la scena si svolge a Cafarnao: Gesù vede il pubblicano Matteo al banco delle imposte e gli chiede di seguirlo. Il secondo episodio raffigura l'apostolo a Nadabar mentre addormenta due draghi con il segno della croce. Infine nel terzo episodio si vede Matteo resuscitare Ifigenia, figlia del re d'Etiopia. Le scene presentano vari motivi di interesse: il primo episodio richiama l'attenzione per il realismo con cui è rappresentata la scena del pasto, e notevoli sono in particolare le ciotole del cibo, anche se ormai è difficile identificarne il contenuto. Gli altri due episodi riproducono scene molto rare della vita del santo. 
L'affresco, sito nella cappella di sinistra della chiesa, fu segnalato da uno storico orvietano di fine Ottocento e riscoperto nel 1999 dal professor Luigi Fratini dietro due armadi addossati alla parete che lo hanno preservato dal deterioramento e dalla distruzione. Il restauro successivo alla riapertura della chiesa ha restituito i colori vivaci. L'affresco si segnala come uno dei primi esempi di fumetto della storia dell'arte, anche se ormai le strisce contenenti le parole pronunciate dai personaggi sono quasi del tutto illeggibili.